# Cifrario a staccionata
Il cifrario a staccionata (noto anche come cifrario a zigzag) è un tipo di cifrario a trasposizione che deve il suo nome al modo in cui il testo in chiaro viene cifrato: esso viene trascritto lettera per lettera su righe ideali, diagonalmente verso il basso e poi risalendo una volta arrivati alla riga più bassa e viceversa arrivati alla riga più in alto, disegnando ipotetiche traverse di un'immaginaria staccionata oppure di uno zigzag. Il messaggio cifrato si ottiene, alla fine, leggendo le lettere così posizionate riga per riga. Ad esempio, utilizzando 3 righe ed il messaggio "PIANTARE IL CAMPO DIETRO LA COLLINA", la trasposizione sarà:
```
P . . . T . . . I . . . M . . . I . . . O . . . O . . . N .
. I . N . A . E . L . A . P . D . E . R . L . C . L . I . A
. . A . . . R . . . C . . . O . . . T . . . A . . . L . . .
```

Che sarà cifrato come:
```
PTIMI OONIN AELAP DERLC LIAAR COTAL
```

(Il cifratore ha diviso il testo cifrato in blocchi di 5 lettere così da ridurre gli errori di trascrizione)

## Problemi dei cifrari a staccionata
I cifrari a staccionata non sono molto robusti: il numero di parole chiave utilizzabili è abbastanza piccolo, tanto che un crittanalista le può provare tutte praticamente a mano.